# Salem (Misuri)
Salem es una ciudad ubicada en el condado de Dent, Misuri, Estados Unidos. Según el censo de 2020, tiene una población de 4608 habitantes.
Es la sede del condado. 

## Geografía
La ciudad está ubicada en las coordenadas 37°38′24″N 91°32′5″O / 37.64000, -91.53472. Según la Oficina del Censo de los Estados Unidos, Salem tiene una superficie total de 8.22 km², correspondientes en su totalidad a tierra firme.

## Demografía
Según el censo de 2020, hay 4608 personas residiendo en Salem. La densidad de población es de 560.6 hab./km². El 91.41% de los habitantes son blancos, el 0.54% son afroamericanos, el 0.46% son amerindios, el 0.69% son asiáticos, el 0.09% son isleños del Pacífico, el 0.59% son de otras razas y el 6.23% son de una mezcla de razas. Del total de la población, el 2.15% son hispanos o latinos de cualquier raza.